# Acanthodelta fontainei
Acanthodelta fontainei är en fjärilsart som beskrevs av Emilio Berio 1956. Acanthodelta fontainei ingår i släktet Acanthodelta och familjen nattflyn. Inga underarter finns listade i Catalogue of Life.